# Устименко Григорій Якимович
Григорій Якимович Устименко (2 лютого 1924, село Погарщина, тепер Лохвицького району Полтавської області — 19 лютого 1990, місто Полтава) — український радянський партійний діяч, голова Полтавського облвиконкому. Депутат Верховної Ради УРСР 10-го скликання. Кандидат у члени ЦК КПУ в 1981—1986 роках. Кандидат сільськогосподарських наук.

## Біографія
Народився в селянській родині.
З серпня 1943 року — в Червоній армії. Учасник німецько-радянської війни з листопада 1943 року. Служив навідником гармати артилерійського дивізіону 69-ї механізованої бригади 1-го Українського фронту.
Після демобілізації з лав Радянської армії, у 1947—1948 роках працював у колгоспі села Погарщини Лохвицького району Полтавської області.
Освіта вища. У 1953 році закінчив Полтавський сільськогосподарський інститут за фахом вчений агроном.
Член КПРС з 1953 року.
У 1953—1955 роках — агроном Веселоподільського племрадгоспу Оболонського району, головний агроном радгоспу імені Голобородька Карлівського району, головний агроном Оболонської машинно-тракторної станції (МТС) Полтавської області.
У липні 1955 — травні 1959 року — головний агроном-інспектор управління машинно-тракторних станцій (МТС), начальник відділу сільськогосподарської науки, заступник начальника Полтавського обласного управління сільського господарства. У 1959—1961 роках — інспектор Державної комісії з сортовипробовування сільськогосподарських культур в Полтавській області.
У червні 1961 — травні 1962 року — завідувач сільськогосподарського відділу Полтавського обласного комітету КПУ.
У травні 1962 — 11 січня 1963 року — 1-й заступник голови виконавчого комітету Полтавської обласної ради депутатів трудящих і начальник Полтавського обласного управління виробництва і заготівель сільськогосподарських продуктів.
11 січня 1963 — 15 грудня 1964 року — 1-й заступник голови виконавчого комітету Полтавської сільської обласної ради депутатів трудящих і начальник Полтавського обласного управління виробництва і заготівель сільськогосподарських продуктів.
15 грудня 1964 — 13 грудня 1967 року — заступник голови виконавчого комітету Полтавської обласної ради депутатів трудящих і начальник Полтавського обласного управління виробництва і заготівель сільськогосподарських продуктів.
13 грудня 1967 — серпень 1978 року — 1-й заступник голови виконавчого комітету Полтавської обласної ради депутатів трудящих.
22 серпня 1978 — 26 жовтня 1984 року — голова виконавчого комітету Полтавської обласної ради народних депутатів.
З 1984 року — пенсіонер союзного значення в Полтаві. Очолював Полтавські вищі кооперативні курси Укоопспілки.

## Звання
- старший сержант

## Нагороди
- орден Жовтневої Революції
- орден Вітчизняної війни І-го ст. (6.04.1985)
- три ордени Трудового Червоного Прапора
- орден Червоної Зірки (5.02.1945)
- орден Дружби народів (1.02.1984)
- медалі